# Pavonia restiaria
Pavonia restiaria är en malvaväxtart som beskrevs av Moisés de Santiago Bertoni. Pavonia restiaria ingår i släktet påfågelsmalvor, och familjen malvaväxter. Inga underarter finns listade i Catalogue of Life.